# استیون ودینگتون
استیون ودینگتون (انگلیسی: Steven Waddington؛ زادهٔ ۲۸ نوامبر ۱۹۶۸) یک هنرپیشه اهل بریتانیا است.

## گزیدهٔ فیلم‌شناسی
- کورسک (۲۰۱۸)
- لارگو وینچ (۲۰۰۸)
- افسر آزادی مشروط (۲۰۰۱)
- اسلیپی هالو (۱۹۹۹)
- تارزان و شهر گمشده (۱۹۹۸)
- انهدام (۱۹۹۷)
- آخرین موهیکان (۱۹۹۲)
- فتح بهشت (۱۹۹۲)